# Nunatak Madigan
Le nunatak Madigan (en anglais : Madigan Nunatak) est un nunatak isolé qui se situe à 33 kilomètres au sud du cap Gray en Antarctique.
Il a été découvert par l'expédition antarctique australasienne (1911-1914) de Douglas Mawson et ce dernier l'a nommé d'après Cecil Madigan, le météorologue de l'expédition.